# Eubordeta miranda
Eubordeta miranda är en fjärilsart som beskrevs av Rothschild 1904. Eubordeta miranda ingår i släktet Eubordeta och familjen mätare. Inga underarter finns listade i Catalogue of Life.